# Nellie Farren
Nellie Farren (1848 – 29 aprile 1904) è stata un'attrice e cantante britannica rimasta nota soprattutto per i suoi ruoli di primo ragazzo nel genere teatrale Burlesque di scena al Gaiety Theatre (Londra) di Londra.

## Biografia
Nata con il nome di battesimo di Ellen “Nellie” Farren nel Lancashire, da una famiglia di attori teatrali, tra i quali spicca l'attore William Farren, suo nonno. Suo padre, Henry Farren, così come suo zio, William, erano entrambi attori teatrali. La tradizione di famiglia venne continuata dalla stessa Nellie, che sposò l'attore Robert Soutar, e suo figlio, Robert Soutar, ebbe una breve carriera come attore teatrale, continuata da suo nipote, Robert Soutar Jr., anch'egli attore e manager teatrale.

### Gli inizi della carriera
La sua prima apparizione in un teatro londinese fu all'età di soli sette anni al Victoria Theatre, interpretando il ruolo del Genio dell'Anello nello spettacolo Dick Whittington, tuttavia i suoi ruoli giovanili furono alquanto limitati, soprattutto per il fatto che la sua famiglia non voleva distoglierla dal completare una adeguata educazione scolastica. Il suo debutto da attrice adulta fu sempre al Victoria Theatre nel ruolo di Ninetta nello spettacolo The Woman in Red il 28 marzo 1864. Più tardi, in quello stesso anno, si trasferì sul palcoscenico dell'Olympic Theatre, dove recitò per i successivi due anni, interpretando un gran numero di ruoli, tra i quali è da ricordare lo spettacolo The Hidden Hand di Tom Taylor e My Wife's Bonnet di John Maddison Morton, ma si rese famosa soprattutto per gli allestimenti in stile burlesque Prince Camaralzaman e Faust and Marguerite.

### Gli anni al Gaiety Theatre
Nellie Farren iniziò la sua lunga collaborazione con il Gaiety Theatre, il cui direttore era John Hollingshead, nel dicembre del 1868 con lo spettacolo On the Cards e in seguito in un piccolo ruolo in Robert the Devil di William Schwenck Gilbert, uno spettacolo in stile burlesque dell'opera Robert le Diable di Giacomo Meyerbeer, il cui successo rese necessario continuarne la rappresentazione fino al maggio del 1869. Il successo di questo spettacolo fu seguito da un altrettanto fortunato allestimento con Columbus, or The Original Pitch in a Merry Key Columbus, or The Original Pitch in a Merry Key di Alfred Thompson, sempre del 1869. I successi della Farren al Gaiety continuarono ininterrottamente per i successivi 25 anni, sotto la guida prima di Hollingshead, poi di George Edwardes. In questi anni interpretò decine di spettacoli, nella gran parte dei quali ebbe come partner sul palcoscenico l'attore Edward Terry, nonché Kate Vaughan e Fred Leslie. Il particolare ruolo di Primo Ragazzo (Principal Boy) consentì alla Farren di mostrare le proprie gambe, suscitando nel pubblico del tempo un grosso scalpore, ma lo scandalo venne sempre obliato dall'enorme seguito di ammiratori dell'attrice, soprattutto tra i giovani, che riempivano perennemente il Gaiety, indossando, a mo' di segno di supporto alla loro attrice preferita, una sciarpa colorata.
Nel 1870 la Farren interpretò diversi ruoli, tra i quali quello di Miss Hoyden in The Man of Quality, di Tilly Slowboy in Dot (una parodia dello spettacolo del drammaturgo irlandese Dion Boucicault The Cricket on the Hearth), Miss Prue in Love for Love, e Princess of Trebizonde basato sull'omonima operetta di Jacques Offenbach. Tuttavia il suo ruolo più memorabile rimase quello in Ruy Blas and the Blasé Roué del 1889, un'operetta in stile burlesque ispirata dall'omonimo romanzo di Victor Hugo Ruy Blas con il quale la Farren, insieme a Fred Leslie, si recarono in tournée in Australia, raccogliendo un notevole successo di pubblico e di critica. Tra il 1888 ed il 1889, la Farren, Leslie e altri attori quali Letty Lind, Sylvia Grey e Marion Hood, portarono i fasti del Gaiety Theatre oltreoceano, negli Stati Uniti con lo spettacolo burlesque Monte Christo, Jr prima e Miss Esmeralda poi.
Tuttavia il grande talento della Farren le permise di riscuotere grandi successi anche al di là degli spettacoli burlesque, fu così per commedie come The Hypocrite, Love for Love, Relapse e altri. Il 3 maggio 1886, il Gaiety Theatre ospitò un grande spettacolo in onore del suo direttore d'orchestra, il compositore Meyer Lutz, nel quale la Farren diede una interpretazione memorabile nel burlesque dello stesso Lutz dal titolo Little Jack Sheppard. In quello stesso anno il legame della Farren con il Gaiety Theatre si rafforzò quando l'attrice aiutò economicamente George Edwards per ottenere la proprietà dello stabile, divenendone in seguito co-produttore.

### Il ritiro
Di ritorno dalla sua tournée australiana nel 1889, la Farren cadde vittima di una febbre reumatica che le causò gravi danni alla spina dorsale. A causa di questi postumi fortemente invalidanti per le sue interpretazioni, la Farren fu costretta ad abbandonare definitivamente la scena nel 1892.
George Edwardes organizzò per l'attrice un grande spettacolo d'addio in suo onore, al noto teatro Drury Lane il 17 marzo 1898, al quale assistette una platea di circa 3.000 spettatori, tra i quali c'era il suo più grande ammiratore, il Principe di Galles, e la cui durata fu di circa sei ore consecutive. Durante questo memorabile spettacolo venne rappresentata l'opera comica Trial by Jury di Arthur Sullivan e William Gilbert nel quale il giudice era interpretato dallo stesso Gilbert, mentre i giurati erano coristi ed attori del Gaiety Theatre, fra i qualie sono da ricordare l'attore Rutland Barrington, il cantante Courtice Pounds, l'attore Henry Lytton, l'attore Walter Passmore e l'attrice e cantante d'opera Florence Perry. Lo spettacolo prevedeva anche la prima assoluta dell'opera di J. M. Barrie, A Platonic Friendship.